# Тайга Північно-Східного Сибіру
Тайга Північно-Східного Сибіру — екорегіон тайги, знаходиться між сибірськими ріками Леною і Колимою, має в своєму складі басейни річок Яна та Індигірка, з півдня омивається Охотським морем. Тут збереглася велика кількість перестійних лісів, яким загрожують лісові пожежі, видобуток корисних копалин та лісозаготівля. Значна частина регіону знаходиться за Полярним колом. Поширена вічна мерзлота, що обмежує розвиток лісів.

## Місцезнаходження та опис
Екорегіон простягається близько на 1800 км із захід на схід та на 1000 км з півночі на південь. Західна межа — річка Лена; крім цього — екорегіон східносибірської тайги. Східний край — річка Колима, за якою далі на схід знаходиться екорегіон тундри Берингії. На півночі — смуга арктичної прибережної тундри шириною близько 100 км. Охотське море з півдня обмежує екорегіон, але внутрішні Верхоянські і Черські гори (які знаходяться в екорегіоні Черсько-Колимська гірська тундра) обмежують екорегіон у долинах і низинах — їх верхні схили та вершини занадто холодні та сухі, щоб підтримувати ліси та флору низовин тайги Північно-Східного Сибіру. Регіон знаходиться у палеарктичному царстві (Євро-Сибірський регіон). Має площу 1670 283 км².

## Клімат
Тайга Північно-Східного Сибіру характеризується дуже суворою і тривалою зимою, з середньою температурою січня близько -40 ° C. Літо коротке з середньою температурою липня близько +15 ° C, хоча іноді в окремих місцях, наприклад в Якутську, може перевищувати +40° C. На північному сході, у Верхоянську, відзначені одні з найнижчих температур на Землі — нижче -70 ° C. Середньорічні атмосферні опади невеликі — від 150—200 мм у центральній частині до 500—600 мм в горах східної і південної Якутії.

## Флора
У регіоні повсюдно поширені світлохвойні модринові ліси, основними лісотвірними породами є Larix gmelinii з домішкою берези повислої. У долинах річок зустрічаються ліси з Populus suaveolens та Chosenia. Багно звичайне, лохина звичайна, мохи і лишайники утворюють живий покрив грунту. Приблизно 40 % території покрито розрідженими модриновими лісами з підліском з кедрового сланцю і лишайниковим покровом грунту. Ще 40 % території, у західній, східній і південній частинах регіону, займають модринові ліси з підліском з Betula divaricata, кедрового сланцю, верби Salix kolymensis і мохово-лишайниковим покровом грунту. Щільні модринові і ялицево-модринові ліси займають центральну частину регіону.
У басейнах річок Яна і Індігірка на південних, західних, іноді на східних схилах зустрічаються реліктові степи. У басейні Колими вони зустрічаються рідше, на південних схилах затоплених терас. Festuca kolymensis, Festuca lenensis, Agropyron jacutorum, Poa botryoides, Helictotrichon krylovii, Potentilla tollii, Potentilla asperrima , Orostachys spinosa, Stellaria jacutica, Dracocephalum palmatum, Carex pediformis, Carex obtusata, Carex supina, Koeleria cristata, Arabidopsis bursifolia, Thellungiella salsuginea є основними степовими видами. У цих степах зустрічаються і ендемічні рослини, в тому числі Agropyron karawaewii, Helictotrichon krylovii, Astragalus vallicola, Oxytropis incana, Oxytropis scheludjakoviae, Vicia macrantha, Saxifraga multiflora, Thymus indigirkensis, Potentilla tollii, Potentilla asperrima, Poa filiculmis тощо.

## Фауна
Перелітні водоплавні птахи поширені у північних районах на межі з тундрою; а саме: Melanitta nigra, Anser fabalis та Anas formosa. Скелясте узбережжя Охотського моря є важливим місцем гніздування морських птахів. У районі спостерігається понад мільйон особин з 15 видів, та є єдиним місцем розмноження Numenius minutus та Grus leucogeranus, що є під загрозою зникнення.
Поширеними ссавцями є: лось (Alces alces), сибірський бурундук (Eutamias sibiricus), рись (Lynx lynx), сибірська ласка (Mustela sibirica), руда лисиця (Vulpes vulpes) та бурий ведмідь (Ursus arctos).

## Заповідники
- Магаданський заповідник